# フラポート
フラポート（ドイツ語: Fraport AG）は、ドイツに本拠を置く空港運営会社である。フランクフルト空港に加えて、世界各地で合計25の空港を運営している。他に、グループ会社を通じて、空港内の商業施設運営や空港警備事業等を手掛けている。フランクフルト証券取引所上場企業（FWB: FRA）。

## 概説
1924年にSüdwestdeutsche Luftverkehrs-AGとして設立された。1936年に現在のフランクフルト空港の運用を開始、かつては主にドイツ連邦共和国政府やヘッセン州・フランクフルト・アム・マイン市が株式を保有していたが、2001年6月にフランクフルト証券取引所へ株式を公開し民営化された。

## 運営中の空港
2019年現在、世界各地で25空港を運営している。2015年8月18日、ギリシャ政府が14の地方空港を同社に売却する事を決定し。2017年4月11日に正式に同社による運営が開始された。また2017年3月16日、ブラジル国内2空港の運営権を同社が落札した。落札されたのはサルガド・フィーリョ国際空港（ポルトアレグレ）とピント・マルチンス・フォルタレザ国際空港（フォルタレザ）で、それぞれ25年間、30年間運営を行う予定である。
| 国名       | 空港名                                                   | 株式保有比率 | 運営開始 |
| ---------- | -------------------------------------------------------- | ------------ | -------- |
| ブルガリア | ブルガス空港（ブルガス）                                 | 60％         | 2006年   |
| ブルガリア | ヴァルナ空港（ヴァルナ）                                 | 60％         | 2006年   |
| ブラジル   | ピント・マルチンス・フォルタレザ国際空港（フォルタレザ） | 100％        | 2017年   |
| ブラジル   | サルガド・フィーリョ国際空港（ポルトアレグレ）           | 100％        | 2017年   |
| 中国       | 西安咸陽国際空港（西安）                                 | 24.5％       | 2008年   |
| ドイツ     | フランクフルト空港（フランクフルト・アム・マイン）       | 自社運営     | 1924年   |
| ギリシャ   | アクティオン・ナショナル空港（プレヴェザ）               | 73.4％       | 2017年   |
| ギリシャ   | ケファロニア国際空港（ケファロニア島）                   | 73.4％       | 2017年   |
| ギリシャ   | ハニア国際空港（ハニア）                                 | 73.4％       | 2017年   |
| ギリシャ   | コルフ国際空港（コルフ島）                               | 73.4％       | 2017年   |
| ギリシャ   | カヴァラ国際空港（カヴァラ）                             | 73.4％       | 2017年   |
| ギリシャ   | コス島国際空港（コス島）                                 | 73.4％       | 2017年   |
| ギリシャ   | ミコノス島・ナショナル空港（ミコノス島）                 | 73.4％       | 2017年   |
| ギリシャ   | ミティリーニ国際空港（ミティリーニ）                     | 73.4％       | 2017年   |
| ギリシャ   | ロドス国際空港（ロドス島）                               | 73.4％       | 2017年   |
| ギリシャ   | サモス国際空港（サモス島）                               | 73.4％       | 2017年   |
| ギリシャ   | サントリーニ・ナショナル空港（サントリーニ島）           | 73.4％       | 2017年   |
| ギリシャ   | スキアトス島・ナショナル空港（スキアトス島）             | 73.4％       | 2017年   |
| ギリシャ   | テッサロニキ空港（テッサロニキ）                         | 73.4％       | 2017年   |
| ギリシャ   | ザキントス国際空港（ザキントス島）                       | 73.4％       | 2017年   |
| インド     | インディラ・ガンディー国際空港（ニューデリー）           | 10％         | 2006年   |
| ペルー     | ホルヘ・チャベス国際空港（リマ）                         | 70％         | 2001年   |
| ロシア     | プルコヴォ空港（サンクトペテルブルク）                   | 35.5％       | 2010年   |
| スロベニア | リュブリャナ空港（リュブリャナ）                         | 100％        | 2015年   |
| トルコ     | アンタルヤ空港（アンタルヤ）                             | 51％         | 1999年   |